# The Cold Embrace of Fear
The Cold Embrace of Fear - A Dark Romantic Symphony è il terzo EP del gruppo symphonic metal italiano Rhapsody of Fire, pubblicato il 15 ottobre 2010. Il titolo significa "Il freddo abbraccio della paura - un'oscura sinfonia romantica".
Come i precedenti album Symphony of Enchanted Lands II: The Dark Secret, Triumph or Agony e The Frozen Tears of Angels appartiene alla Dark Secret Saga.

## Il disco
Il disco viene descritto dalla band come "un'unica canzone di 35 minuti circa in 7 atti".
Come evidenziato dal titolo si tratta di una canzone epica che mostra il lato più orchestrale e "cinematografico" dei Rhapsody of Fire, al contrario del precedente studio album The Frozen Tears of Angels, caratterizzato da un sound maggiormente aggressivo e diretto e meno incentrato sulle orchestrazioni. Le parti cantante e sinfoniche sono intervallate da parti recitate, in cui spicca ancora una volta la voce di Christopher Lee nei panni di narratore.

## Tracce
1. ACT   I - The Pass Of Nair-Kaan - 2:01
2. ACT  II - Dark Mystic Vision - 1:41
3. ACT III - The Ancient Fires Of Har-Kuun - 14:56
4. ACT  IV - The Betrayal - 3:58
5. ACT   V - Neve Rosso Sangue - 4:41
6. ACT  VI - Erian's Lost Secrets - 4:28
7. ACT VII - The Angels' Dark Revelation - 3:59[2]

## Posizioni in classifica
| Classifica (2010)     | Massima posizione |
| --------------------- | ----------------- |
| Italian Albums Chart  | 60                |
| French Albums Chart   | 105               |
| Japanese Albums Chart | 200               |

## Formazione
- Fabio Lione - voce
- Luca Turilli - chitarra
- Alessandro Staropoli - tastiere
- Patrice Guers - basso
- Alex Holzwarth - batteria

### Guest
- Christopher Lee - voce narrante